# Église Saint-Sulpice de Berlancourt
Pour les articles homonymes, voir Église Saint-Sulpice.
L'église Saint-Sulpice de Berlancourt est une église située à Berlancourt, en France.

## Description

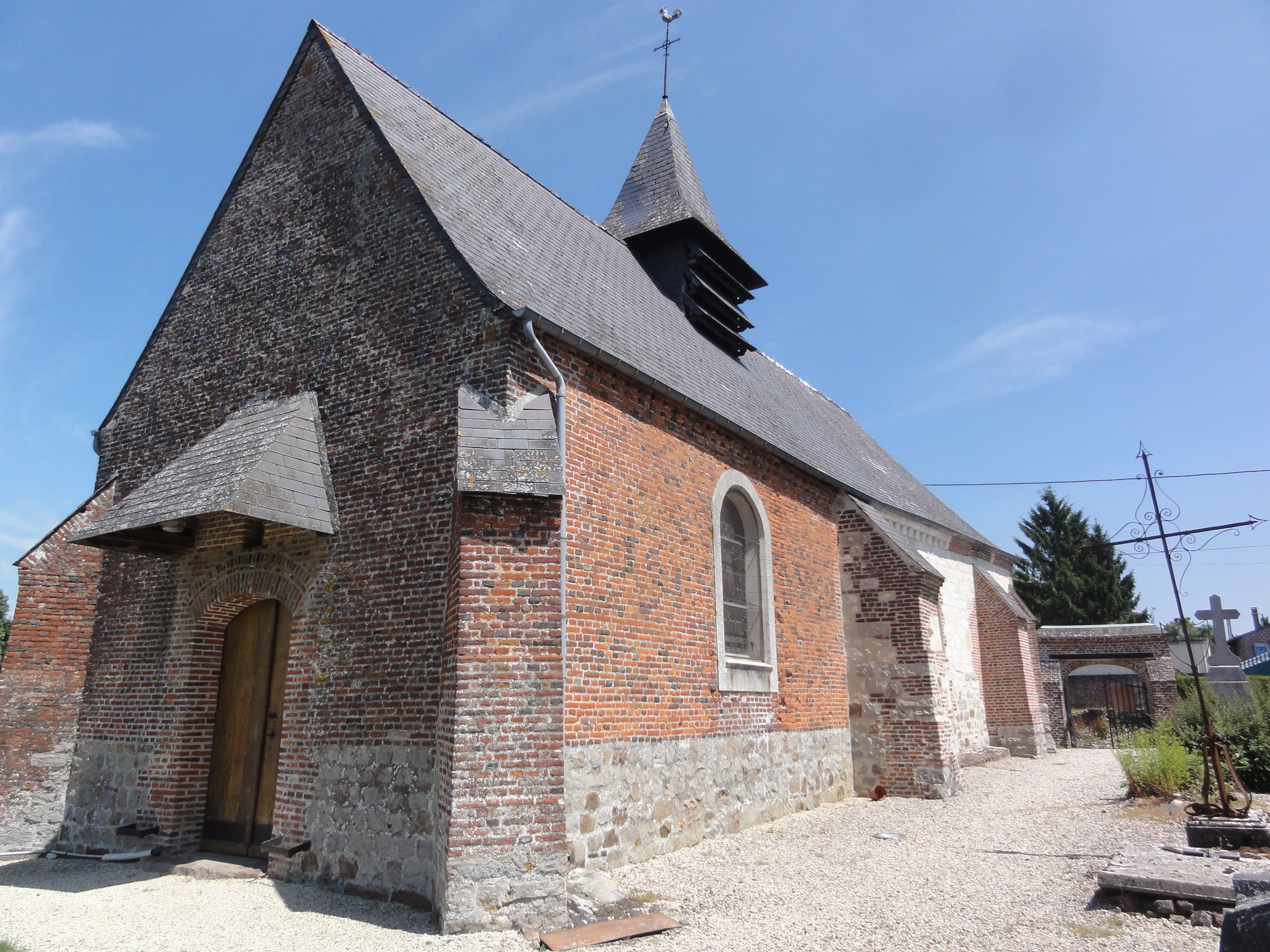
L'entrée.
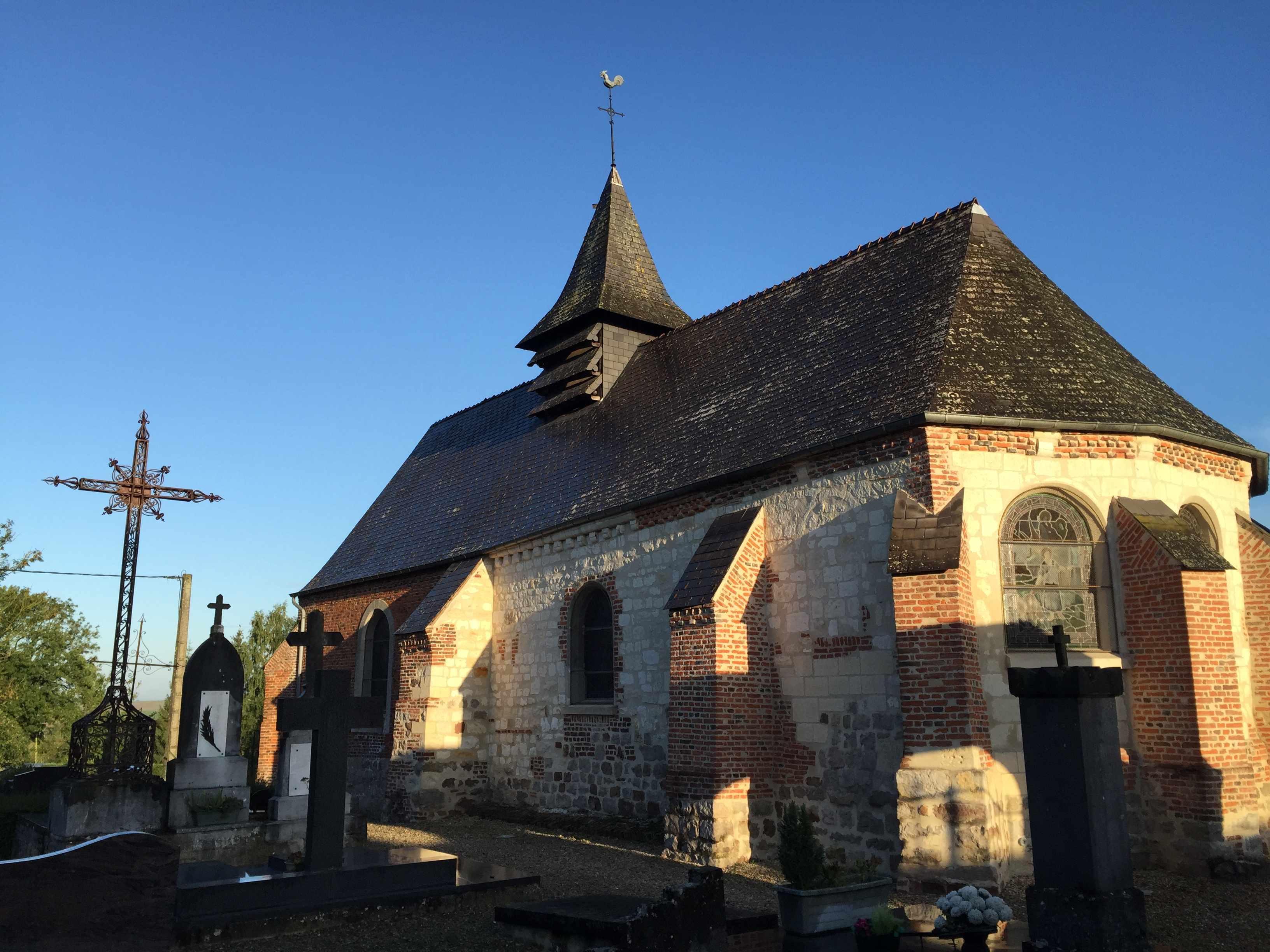
Le chevet.
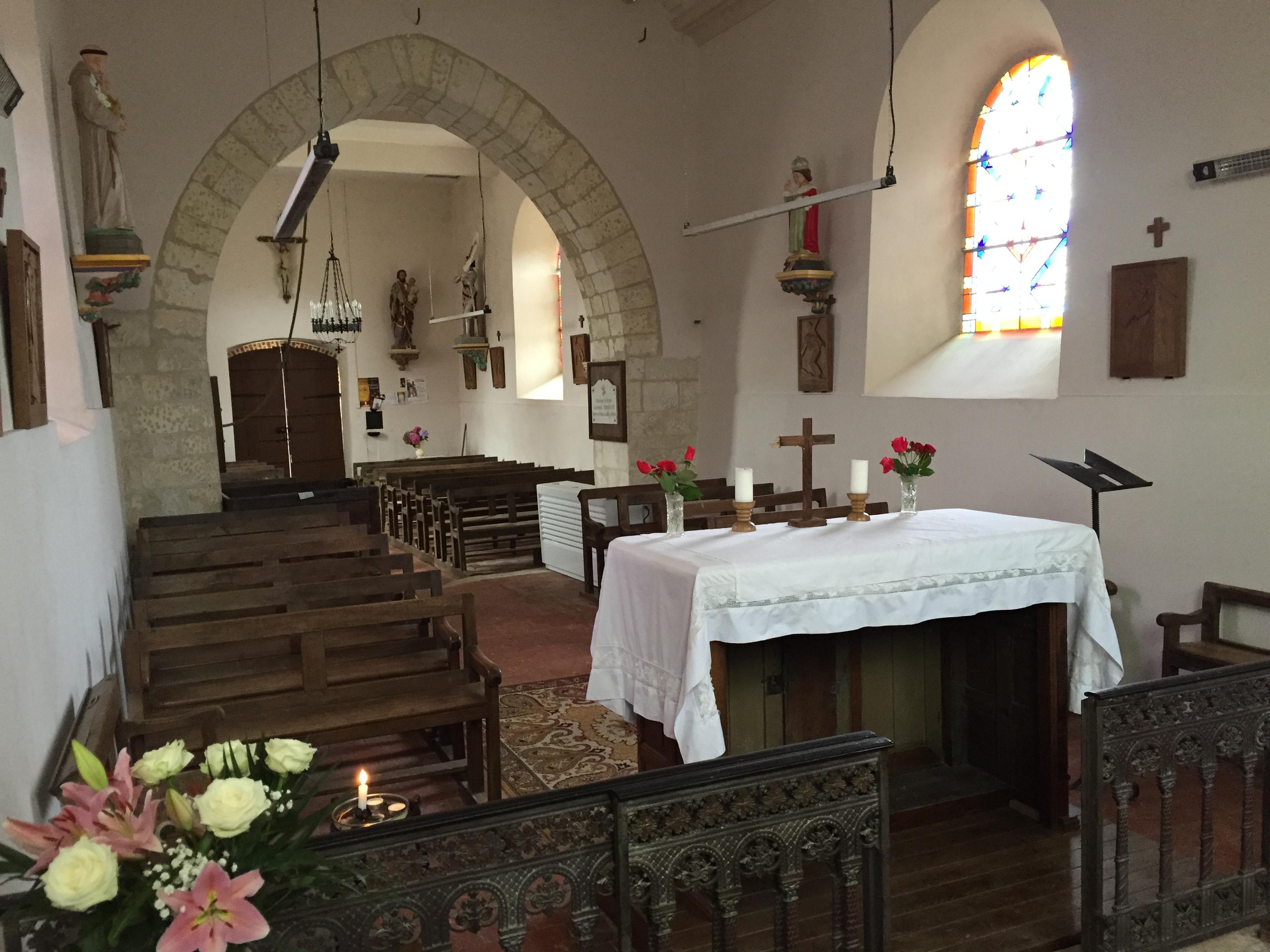
La nef.
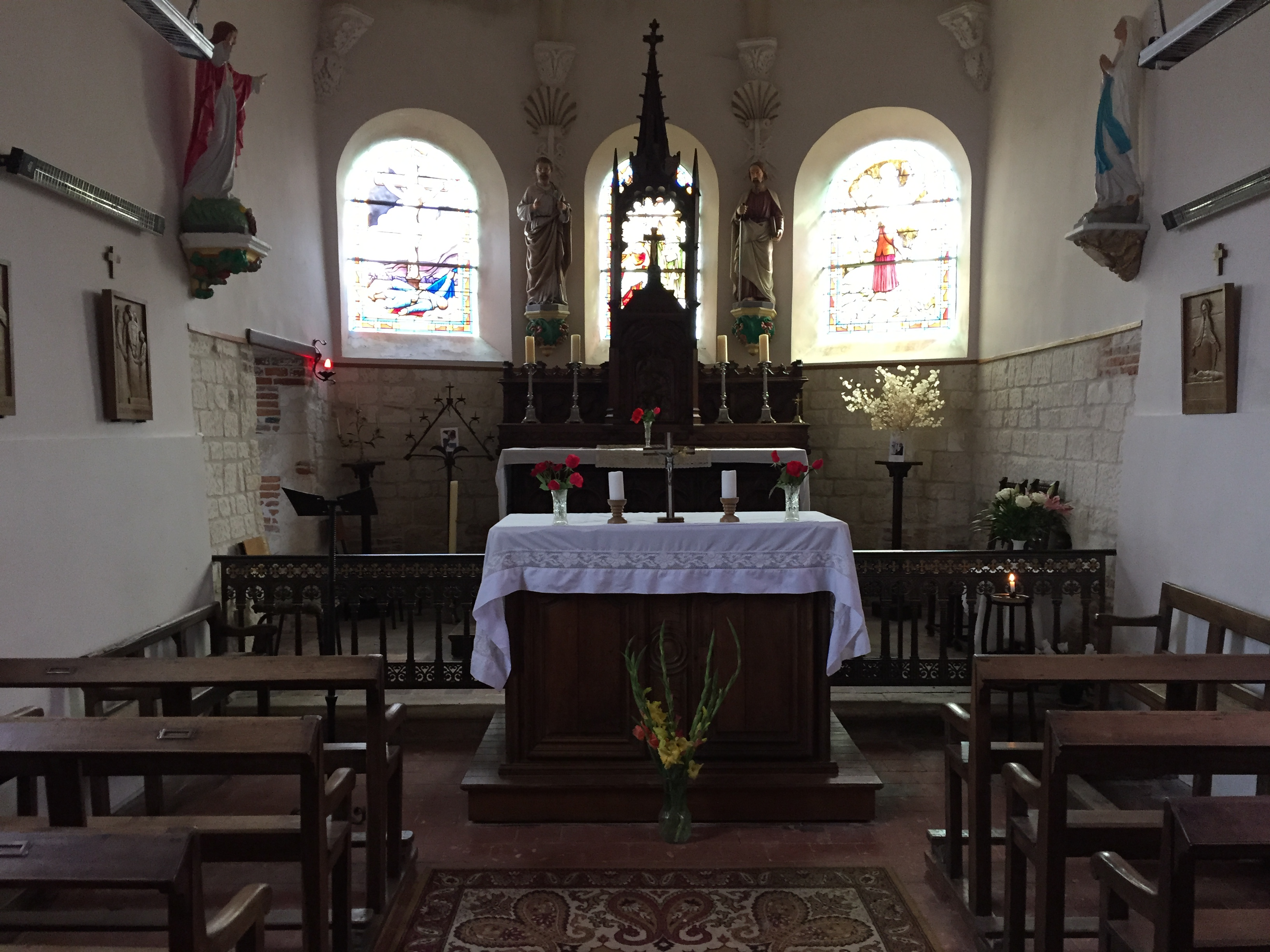
Le chœur.
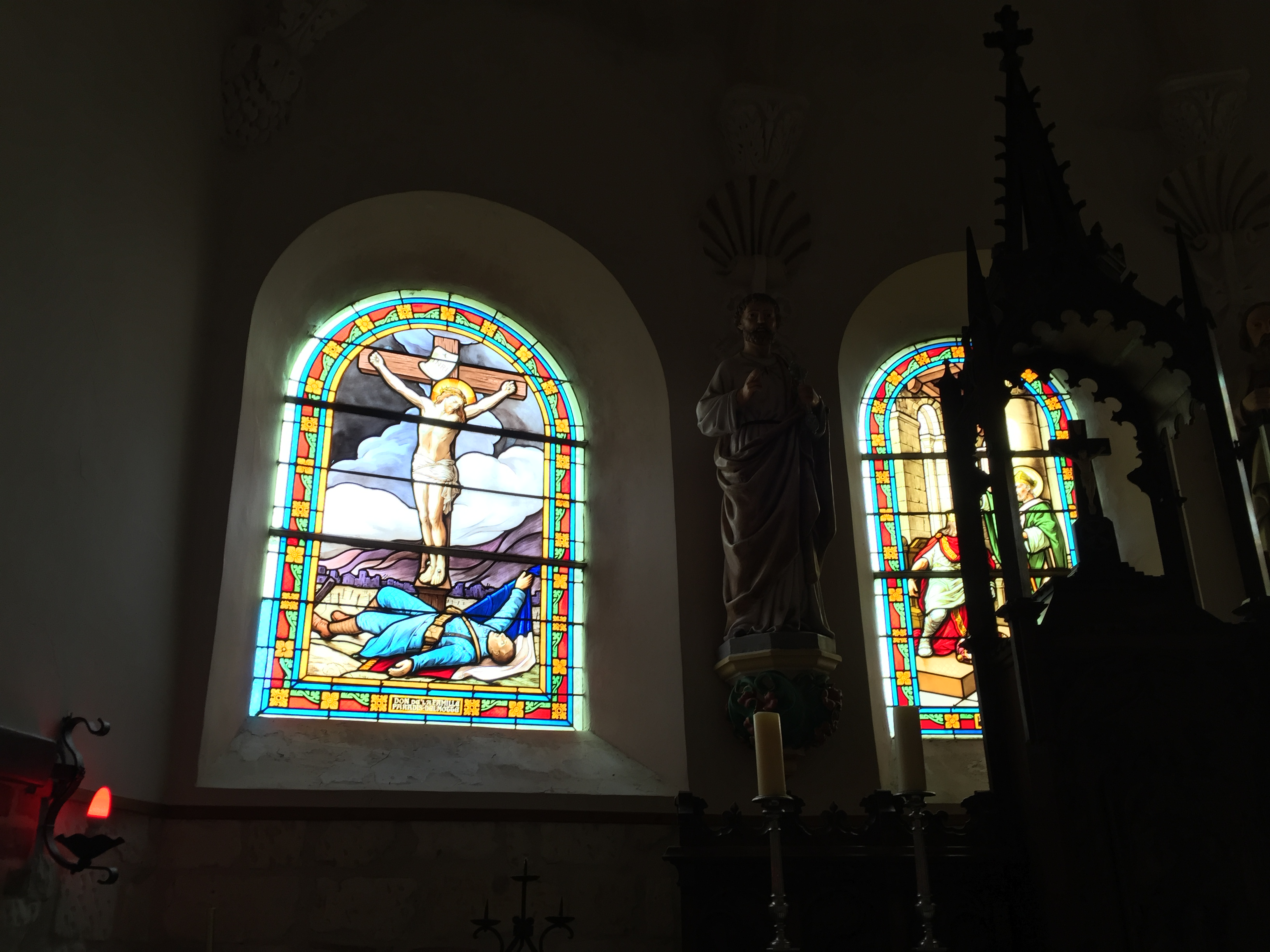
Vitrail commémoratif Ernest Paradis.

## Localisation
L'église est située sur la commune de Berlancourt, dans le département de l'Aisne.

## Historique
L'église a été construite en deux fois. Le chœur avec sa voûte quadripartite date du XIIe siècle ; en 1773 la nef fut allongée de vingt pieds. L'autel et le tabernacle sont de style néogothique. Le chemin de croix en chêne sculpté est remarquable. L'église et ses vitraux ont été rénovés dans les années 2000.